# Шестикутна антипризма
Шестикутна антипризма — 4-та в нескінченній множині антипризм, утворена парним числом трикутних сторін між двома шестикутними сторонами.
Якщо всі грані правильні, многогранник є напівправильним.

## Пов'язані многогранники
Шестикутні грані можна замінити копланарними трикутниками (тобто, розміщеними в одній площині), що приведе до неопуклого многогранника з 24 правильних трикутників.
| Симетрія: [6,2], (*622)  | Симетрія: [6,2], (*622) | Симетрія: [6,2], (*622) | Симетрія: [6,2], (*622) | Симетрія: [6,2], (*622) | Симетрія: [6,2], (*622) | Симетрія: [6,2], (*622) | [6,2]+, (622) | [6,2+], (2*3) |
| ------------------------ | ----------------------- | ----------------------- | ----------------------- | ----------------------- | ----------------------- | ----------------------- | ------------- | ------------- |
|                          |                         |                         |                         |                         |                         |                         |               |               |
|                          |                         |                         |                         |                         |                         |                         |               |               |
| {6,2}                    | t{6,2}                  | r{6,2}                  | t{2,6}                  | {2,6}                   | rr{2,6}                 | tr{6,2}                 | sr{6,2}       | s{2,6}        |
| Двоїсті їм многогранники |                         |                         |                         |                         |                         |                         |               |               |
|                          |                         |                         |                         |                         |                         |                         |               |               |
| V62                      | V122                    | V62                     | V4.4.6                  | V26                     | V4.4.6                  | V4.4.12                 | V3.3.3.6      | V3.3.3.3      |

| Многогранник     |         |         |         |         |         |         |         |         |          |          |          | ...            |         |
| Сферична мозаїка |         |         |         |         |         |         |         |         |          |          |          | Плоска мозаїка |         |
| Конфігурація     | 2.3.3.3 | 3.3.3.3 | 4.3.3.3 | 5.3.3.3 | 6.3.3.3 | 7.3.3.3 | 8.3.3.3 | 9.3.3.3 | 10.3.3.3 | 11.3.3.3 | 12.3.3.3 | ...            | ∞.3.3.3 |